# Accordo di Charkiv
L’accordo russo-ucraino sulla Flotta del Mar Nero (spesso indicato come patto di Charkiv, in ucraino Харківський пакт?, o accordi di Char'kov, in russo  Харьковские соглашения?) fu un trattato tra i due paesi est-europei in base al quale la locazione alla Russia da parte ucraina delle sue strutture militari marittime ubicate in Crimea venne estesa oltre la scadenza del 2017 fino al 2042, con un'ulteriore opzione di rinnovo di cinque anni in cambio di un contratto pluriennale scontato per la fornitura di gas naturale russo all'Ucraina.
L'accordo, firmato il 21 aprile 2010 a Charkiv dal presidente ucraino Viktor Janukovyč e dal presidente russo Dmitrij Medvedev, fu ratificato dai parlamenti dei due Paesi il 27 aprile 2010 suscitando molte polemiche in Ucraina. Il trattato era di fatto una continuazione delle disposizioni di locazione che facevano parte del trattato del 1997 per la spartizione della flotta del Mar Nero tra i due Paesi. Poco dopo l'annessione della Crimea da parte della Federazione Russa nel marzo 2014, quest'ultima ha rescisso unilateralmente il trattato il 31 marzo 2014.

## Storia
Nel 1997, Russia e Ucraina firmarono il trattato di partizione, stabilendo due flotte nazionali indipendenti e dividendosi gli armamenti e le basi. L'Ucraina acconsentì inoltre a noleggiare grandi parti delle sue nuove basi a Sebastopoli alla flotta del Mar Nero russa. La fine del noleggio fu dichiarata dal governo ucraino durante la presidenza di Viktor Juščenko (gennaio 2005 – febbraio 2010), così la flotta avrebbe dovuto lasciare Sebastopoli entro il 2017.
Nel corso di varie contese sul gas tra Russia e Ucraina, compreso un arresto alle forniture di gas alle nazioni europee, il prezzo che l'Ucraina dovette pagare per il gas russo fu alzato nel 2006 e poi nel 2009.

## Negoziati
Alla fine del marzo 2010, il primo ministro dell'Ucraina, Mykola Azarov, e il ministro dell'energia, Jurij Anatolijovyč Bojko, andarono in visita a Mosca per negoziare un abbassamento dei prezzi del gas; nessuno dei due spiegò chiaramente cosa l'Ucraina avrebbe offerto in cambio. A seguito di questa discussione, il primo ministro della Russia, Vladimir Putin, affermo che la nazione era disposta a valutare la revisione del prezzo del gas naturale in vendita all'Ucraina. A metà aprile, funzionari ucraini dichiararono che cercavano di ottenere un prezzo medio di  240–260 $ per 1000 metri cubi. L'Ucraina aveva pagato in media 305 $ nel primo trimestre del 2010 e 330 $ nel secondo.
Il 21 agosto 2010, il presidente russo Dmitrij Medvedev e il presidente ucraino Viktor Janukovyč firmarono un accordo secondo cui la Russia acconsentì a un crollo del 30% del prezzo del gas venduto all'Ucraina; in cambio di questo fu permessa alla Russia l'estensione del noleggio di una grande base navale nel porto di Sebastopoli per altri 25 anni (fino al 2042) con la possibilità di un ulteriore rinnovo quinquennale (al 2047). L'accordo pose un tetto alla scala dei picchi del prezzo; tuttavia i termini del contratto del 2009, sfavorevoli per l'Ucraina, rimasero in vigore.